# Robert McCammon
Œuvres principales
- L'Heure du loup
- Boy's Life
- Swan Song

Robert Rick McCammon, né le 17 juillet 1952 à Birmingham dans l'Alabama, est un auteur américain spécialisé dans le genre de l’horreur. Aux États-Unis, il fait partie des auteurs les plus influents de la fin des années 1970 au début des années 1990. Le New York Times recense trois de ses best-sellers : Swan Song, Stinger et L'Heure du loup, et dès 1991, ses livres cumulent plus de cinq millions de ventes.

## Biographie

### Enfance
Robert McCammon est né le 17 juillet 1952. Il est le fils du musicien Jack McCammon et de Barbara Bundy. Après la séparation de ses parents, son éducation est prise en charge par ses grands-parents à Birmingham, dans l'Alabama. À l’école, il n’est ni populaire ni très doué pour se faire des amis. Il raconte aussi qu’il n’était pas très sportif, ce qui posait problème à ce moment-là.
« J'ai commencé à écrire quand j'étais petit garçon. Mon enfance a été un peu chaotique, et avec le recul, je crois que la lecture et l'écriture me servaient d'échappatoires. »
Il commence par écrire des histoires destinées à ses camarades de classe, qu’il met en scène dans des aventures guerrières, imitant les histoires qu’il trouve dans les revues pulp Doc Savage ou Man’s Life, ainsi que les romans d’Ian Fleming qu’il lit avec avidité. Prenant plaisir à décider de leur sort, il s’attire également leur respect, et étend son imaginaire débordant aux mondes des cow-boys, des Indiens, mais aussi des astronautes, des extraterrestres ou des sauterelles géantes. 
« Un jour, j’ai décidé d’écrire une histoire de guerre en utilisant le nom de quelques camarades de classe. Je la lisais dans la cour de récréation. Et les autres ont commencé à me regarder différemment. Ils me demandaient : “Qu’est-ce qui va m’arriver ? Est-ce que je vais survivre ? C’est quoi la suite ?” » 
Les histoires dont il est le plus friand sont celles de fantômes, ou tout récit convoquant le surnaturel, qu’il trouve dans les revues de science-fiction des années 1970 telles que Worlds of If, Analog ou Fantastic, ainsi que dans les recueils de nouvelles d’Edgar A. Poe. Par ailleurs, on racontait dans son quartier que la maison voisine à la sienne était hantée par le fantôme d’un homme au visage balafré, supposément enfermé dans la cave.

### Débuts de sa carrière littéraire
Robert McCammon remporte son premier concours littéraire au lycée, ainsi qu’une récompense de dix dollars. La nouvelle qui lui vaut ce prix relate la discussion entre un soldat blessé à la guerre du Vietnam et la sangsue sur sa jambe. Les deux échangent sur la notion de destin.
« J’ai remporté 10 dollars, mais la vraie récompense, c’était de voir sur ma copie la question d’un membre du jury qui demandait, sans doute aux autres professeurs : “c’est un élève de troisième qui a écrit ça?” »
Le grand-père de Robert McCammon souhaite pourtant qu’à sa sortie du lycée, il reprenne le magasin de meubles de la famille, et suive le chemin plus stable qui lui est destiné, affirmant qu’il n’arriverait jamais à écrire de romans à succès.
« On me disait encore et encore que ma plume ne me mènerait nulle part, que je ferais mieux de reprendre le magasin. Je me souviens que lorsque je me suis laissé pousser la barbe, mon grand-père m’a dit qu’aucun éditeur n’accepterait de me publier parce que j’étais trop moche. »
Il décide pourtant d’étudier le journalisme à l’université d’Alabama, et en sort diplômé en 1974. Se détournant rapidement du journalisme pur, il commence à travailler avec des entreprises et journaux locaux, comme le Post-Herald, pour lequel il écrit des textes publicitaires. Il regrette cependant de ne pas avoir autant de liberté créative qu’il l’aurait souhaité.
« À l’époque, il y avait deux journaux à Birmingham, le journal du matin et celui du soir. J’ai trouvé un travail au journal du matin, mais je me suis vite aperçu que j’étais dans une impasse. On disait à ce moment-là qu’une sorte de Yéti courait dans les bois, et j’avais décidé d’écrire une histoire autour de cette créature. J’ai partagé mon idée au rédacteur en chef, qui m'a répondu : “Tant que je travaillerai ici, tu n’écriras pas d’articles”, sous-entendu, je devais rester à ma place, dans la publicité. L’histoire a finalement été publiée dans le journal du soir. »
Ne parvenant pas à faire éditer ses nouvelles dans le journal pour lequel il travaille, Robert McCammon décide, alors qu’il n’a que 25 ans, de se lancer dans la rédaction de son premier roman, Baal. Il envoie son manuscrit à des agents de Floride et de Californie, et ce sont Elizabeth Pomada et Michael Larsen, de San Francisco, qui l’aideront à faire publier le roman chez Avon Books, en 1978. Cette histoire est centrée sur l’opposition entre le pouvoir limité du bien, et celui infini du mal, alors qu'un jeune orphelin sème la violence et qu’un groupe de personnes tente de l'en empêcher. À ce moment-là, il pense néanmoins qu'il ne pourra pas vivre de son écriture.

### Grands succès
Après s’être forgé une réputation dans le paysage littéraire de l’horreur, Robert McCammon publie plusieurs romans qui deviendront des best-sellers. Ces romans le consacreront aux côtés de Stephen King et Dan Simmons comme un auteur phare du marché de l’horreur et du fantastique.
Ses romans les plus prisés sont Swan Song, Stinger et L'Heure du loup.
- Swan Song, publié en 1987, est une fresque post-apocalyptique au cours de laquelle les survivants d’un holocauste nucléaire vont devoir se battre pour se reconstruire.

« Dans une plaine déserte du Kansas, Black Frankenstein, un ancien catcheur, entend hurler : "Protège l’enfant !" Dans les décombres de New York, une clocharde s’agrippe à un étrange anneau de verre et sent la magie parcourir ses membres. Dans les ruines d’un camp survivaliste des montagnes de l’Idaho, un jeune garçon s’entraîne à tuer. Sur des terres brûlées par le feu nucléaire, entre animaux mutants et maraudeurs armés, les derniers habitants de la terre deviennent les premiers. Trois groupes de survivants avancent vers leur destin, contraints de mener l’ultime combat entre la vie et l’anéantissement. »
- Stinger, publié en 1988, raconte la descente dans une ville du Texas d’un vaisseau alien ainsi que les dangers causés par l’arrivée de cette créature extra-terrestre.

« Stinger, un ennemi plus effrayant et abominable que le pire des cauchemars. Stinger, qui fait des ravages dans cette ville éloignée du Texas jusqu’à ce que les hommes et femmes d’Inferno décident de mener un dernier combat désespéré. »
- L'Heure du loup (The Wolf’s Hour), publié en 1989, suit l’espion britannique Michael Gallatin au cours de sa mission en Europe. Celui-ci est chargé d'infiltrer le gouvernement de l’Allemagne nazie, et utilisera pour ce faire sa capacité à se changer en loup-garou.

« Il s’appelle Michael Gallatin, maître espion, séducteur et… loup-garou. Capable de changer de forme en une fraction de seconde, de tuer silencieusement ou bien avec une furie bestiale, il a déjà fait ses preuves contre le général Rommel, en Afrique. Mais cette mission est plus délicate, plus dangereuse : il va devoir découvrir Iron Fist, plan secret de l’Allemagne nazie. »
Parallèlement à son travail d’écrivain, Robert McCammon fonde en 1985, en partenariat avec Dean Koontz et Joe R. Lansdale, la Horror Writers Association. Il s’agit d’une organisation à but non lucratif qui promeut et encourage le travail de ces écrivains. Elle a également pour objectif de faire se rencontrer les professionnels de l’horreur.

### Dépasser le genre
Après qu'il s'est fait un nom dans la littérature de genre, les éditeurs lui proposent des contrats de plus en plus intéressants. Il vit néanmoins mal cette volonté qu’ils ont de le cantonner à un seul genre, et sent qu’on le prive d’une certaine liberté créatrice.
« On me pose parfois cette question : "Qu'est-ce qui te fait peur ?" et je réponds toujours : "Le confinement". Alors on me regarde comme si je craignais d'être enfermé dans un placard ou enchaîné dans une cave par un fou. Non, ce n'est pas ce que je veux dire. J'ai peur du confinement de l'esprit, qu’on me dise comment écrire sur tel sujet et de ne pas avoir mon mot à dire. Je trouve qu'être écrivain d'horreur est devenu un confinement. Je sens des murs se refermer sur mes choix à cause de ce que j'ai écrit dans le passé. »
Son roman suivant est d’abord refusé par son éditeur, qui souhaite en modifier l’intrigue. Il ne s’agit en effet plus d’un roman d’horreur, ce genre dans lequel McCammon avait fait ses preuves, mais d’un roman poétique sur l’enfance d’un jeune garçon en Alabama. Un mélange de réalisme magique, de southern gothic et de roman d’éducation : l’envoûtant portrait du Sud des États-Unis, sublimé par le regard de l’enfance et son inévitable revers, la perte de l’innocence. À sa publication, chez Pocket Books, Boy's Life reçoit le prix World Fantasy du Meilleur Roman, ainsi que le prix Bram Stoker, le troisième pour Robert McCammon.
« Si vous lisez Boy's Life pour la première fois, j’espère qu’il vous conduira vers des lieux dont vous ne soupçonniez même pas l’existence… Ou des lieux dont vous auriez pu oublier l’existence. Si c’est votre deuxième ou troisième lecture, bon retour à Zephyr. Dans la vie de Cory et dans son monde. Bon retour parmi les jours d’été interminables, les illustres secrets, les endroits cachés et la magie qui se trouve en chacun de nous. »
Toutefois, à la suite de nouveaux différends avec ses éditeurs, qui lui proposent des contrats à six, voire sept chiffres, Robert McCammon décide en 1992 d’abandonner sa carrière d’écrivain et de se consacrer à sa famille.

### Retour sur la scène littéraire
Au cours de cette période d’introspection, durant laquelle il souffre de dépression, le paysage éditorial américain évolue beaucoup. Il reprend l’écriture et se lance dans la rédaction, non plus de romans d’horreur, mais d’une série de romans historiques. Il affirme qu’il cherche à se réinventer.
« J’ai dit à ma femme qu’il fallait dix ans pour qu’on oublie mon nom et que je puisse naître à nouveau. » 
Chant de l’oiseau de nuit, premier tome d’une saga centrée sur le personnage de Matthew Corbett, paraît en 2002. L’histoire se construit autour du procès d’une sorcière, dans la colonie britannique de Caroline, en 1699. D’après son éditeur français, le roman se situe entre Le Nom de la rose et La Légende de Sleepy Hollow.
« C’est très différent en termes de cadre, mais je ne suis pas sûr que ce roman soit très différent au regard des thèmes qu’il aborde. Mes livres commencent toujours avec les personnages. Le personnage principal doit se battre pour se sortir d’une situation compliquée. Il est toujours question d’évolution. » 
La presse américaine félicite le retour sur la scène littéraire de Robert McCammon, qualifiant son dernier livre de « lecture compulsive ». Stephen King le félicite également et reconnaît dans le roman « une histoire excellente, aussi profonde que divertissante, pleine de tension et de suspense ».
Depuis 2002, Robert McCammon a publié treize romans. Sept d’entre eux appartiennent à la série Matthew Corbett, qui se composera au total de dix romans.
Initialement, l’auteur ne souhaitait pas que ses premiers romans (jusqu’à They Thirst) soient republiés, jugeant qu’ils n’étaient pas à la hauteur des suivants, cependant Baal, Bethany’s Sin, The Night Boat et They Thirst ont fait l’objet de nouvelles publications par Subterranean Press. En 2013, il exprime sa reconnaissance envers les lecteurs qui souhaitent disposer de l’ensemble de son œuvre, et reconnaît que ses premiers écrits ne sont pas aussi mauvais que dans ses souvenirs.

## Style
Fort d’une vaste culture du cinéma d’action et d’horreur (notamment les films de la Hammer), Robert McCammon envisage l’écriture de ses romans comme la réalisation d’un film. Il s’agit pour lui d’une affaire de précision et d’abondance des détails.
« Je pense que l'écriture est comme un film, et un écrivain est un réalisateur. Vous choisissez les acteurs, vous faites les vêtements, la garde-robe, l'éclairage, les effets sonores... tout ! J’aimerais que les lecteurs lisent mon livre comme ils regardent un film, qu’ils puissent voir les scènes au fur et à mesure. On le sait, le diable est dans les détails. Sans détails, les scènes manquent souvent de vie. »

## Œuvres

### SérieMatthew Corbett
1. Le Procès de la sorcière[14], Bragelonne, 2008 ((en) Judgment of the Witch, 2003)
2. Le Visage du mal, Bragelonne, 2008 ((en) Evil Unveiled, 2003)
3. (en) Queen of Bedlam, 2007
4. (en) Mister Slaughter, 2010
5. (en) Providence Rider, 2012
6. (en) River of Souls, 2014
7. (en) Freedom of the Masks, 2016
8. (en) Cardinal Black, 2019
9. (en) The King of Shadows, 2022

### SérieTrevor Lawson
1. (en) I Travel by Night, 2013
2. (en) Last Train from Perdition, 2016

### Romans indépendants
- (en) Baal, 1978
- La Malédiction de Bethany, Pocket, 1999 ((en) Bethany's Sin, 1980)Réédition, Milady, 2009
- Le Sous-marin des ténèbres, Lefrancq, 1999 ((en) The Night Boat, 1980)
- Soif de sang, Lefrancq, 1997 ((en) They Thirst, 1981)Réédition, Pocket, 1998
- La Marche mystérieuse, Naturellement, 2000 ((en) Mystery Walk, 1983)Paru en français en deux tomes
- (en) Usher's Passing, 1985
- Swan Song, Monsieur Toussaint Louverture, 2023 ((en) Swan Song, 1987)Paru en français en deux tomes intitulés Le Feu et la Glace et La Glace et le Feu - Prix Bram-Stoker du meilleur roman 1987
- Scorpion, Presses de la Cité, 1989 ((en) Stinger, 1988)Réédition, Pocket, 1998
- L'Heure du loup, Presses de la Cité, 1990 ((en) The Wolf's Hour, 1989)Réédition, France Loisirs, 1991 ; réédition, Pocket, 1992 - Grand prix de l'Imaginaire du meilleur roman étranger 1992
- (en) Blue World, 1990
- Mary Terreur, J'ai lu, 1993 ((en) Mine, 1990)Prix Bram-Stoker du meilleur roman 1990
- Le Mystère du lac, Albin Michel, 1993 ((en) Boy's Life, 1991)Réédition, Pocket, 1995 ; réédition, Le Livre de poche, 2010 ; réédition sous le titre  Zéphyr, Alabama[15], Monsieur Toussaint Louverture, 2022 - Prix Bram-Stoker du meilleur roman 1991 et prix World Fantasy du meilleur roman 1992
- (en) Gone South, 1992
- (en) The Five, 2011
- (en) The Hunter from the Woods, 2011
- (en) The Border, 2015
- (en) The Listener, 2018

## Adaptations de son œuvre
- 1985 : La Cinquième Dimension (The Twilight Zone) - épisode La Lumière des ténèbres (Nightcrawlers), d'après une de ses histoires
- 2024 : Teacup (série TV), d'après son roman Stinger